# Jeroen van Schooten
Jeroen van Schooten (Amstelveen, 1960) is een Nederlandse architect. 
Van Schooten associeerde zich met Roberto Meyer in het architectenbureau Meyer en Van Schooten Architecten (MVSA).
Het kantoor ontwierp onder meer het hoofdkantoor van KEMA in Arnhem dat gebouwd werd tussen 1993 en 1996, het ING House in Amsterdam, gebouwd tussen 1999 en 2002, Fensalir aan de Zilverparkkade in Lelystad, de bruggenfamilie Groene Tunnel van zes bruggen over het gelijknamige kanaal, de renovatie van het Ministerie van Financiën aan de Korte Voorhout 7 in Den Haag van 2006 tot 2008, De nieuwe bibliotheek in Almere, een project dat liep van 2001 tot 2010, de nieuwe Kromhoutkazerne in Utrecht en Station Rotterdam Centraal, een project dat liep van 2004 tot 2014.
Jeroen Van Schooten was van 2006 tot 2010 voorzitter van de Bond van Nederlandse Architecten. Van 2008 tot 2015 was hij lid van het bestuur van het CPI, een kenniscentrum van de TU Delft. Van 2008 tot 2017 was Van Schooten bestuurslid van de Dutch Green Building Council. 
De samenwerking met Roberto Meyer kwam in 2013 ten einde, waarna Meyer verderging met MVSA en Van Schooten met Do Janne Vermeulen en anderen het bureau Team V Architectuur opzette. Het kantoor renoveerde Landgoed Sparrendaal en renoveerde het hoofdkantoor van a.s.r.. Het bureau tekende de plannen voor Station Lansingerland-Zoetermeer en voor het nieuwe Universiteitsgebouw aan de De Boelelaan voor de Vrije Universiteit Amsterdam en is een van de partners in de architectenassociatie die Zuidasdok uittekent.